# Clavoporidae
Clavoporidae zijn een familie van mosdiertjes (Bryozoa) uit de orde van de Ctenostomatida.

## Geslachten
- Ascorhiza Fewkes, 1889
- Cephaloalcyonidium d'Hondt, 2006
- Clavopora Busk, 1874
- Metalcyonidium d'Hondt, 1976
- Pseudalcyonidium d'Hondt, 1976